# 약관
약관(約款)은 계약의 당사자가 다수의 상대편과 계약을 체결하기 위하여 일정한 형식에 따라 미리 마련한 계약의 내용을 뜻한다. 약관에는 이미 작성된 계약조항의 전체를 말하는 보통 거래약관이나 보통약관의 경우와 특약조항이나 면책약관의 경우 등이 있는데, 대량 거래의 수요에 대응하기 위하여 일반적인 계약의 내용을 당사자 한쪽이 미리 정하여 놓은 계약조항을 가리킨다.

## 약관의 엄격성
계약의 내용이 당사자 일방이 작성한 약관의 내용으로서 상대방의 법률상의 지위에 중대한 영향을 미치게 되는 경우에는 약관규제법 제6조 제1항, 제7조 제2호의 규정 취지에 비추어 더욱 엄격하게 해석하여야 한다는 것이 판례의 입장이다. 그리하여 약관에 약관작성자의 면책사유로 열거된 사항들은 예시적인 것이 아니라 한정적인 것으로 해석해야 하며, 고객이 신용보증사고의 통지를 지연함으로써 채권보전에 장애를 초래한 경우에는 보증채무가 면책된다는 보증약관은, 통지의 지연으로 인해 보험자의 채권보전조치에 실질적인 장애를 초래한 경우에 한하여 면책된다는 취지로 해석해야 한다고 판시하였다.

## 참고 문헌
- 이철송,상법총칙•상행위,(서울: 박영사, 2014)

## 같이 보기
- 약관규제법
- 계속적 계약관계에서의 약관의 개정과 관련된 문제에 대해서는 다음 문헌을 참조.

이병준, 안남신. “계속적 계약관계에서의 약관의 개정” (PDF). 한국소비자원. 2015년 6월 22일에 확인함.